# مملكة فنلندا (1918)
مملكة فنلندا (1918–1919) كانت محاولة فاشلة لتأسيس نظام ملكي في فنلندا في أعقاب إعلان استقلال فنلندا عن روسيا في ديسمبر 1917 والحرب الأهلية الفنلندية من يناير إلى مايو 1918. بدأ البيض المنتصرون في برلمان فنلندا عملية تحويل فنلندا إلى مملكة وإنشاء نظام ملكي. وعلى الرغم من أن البلاد كانت قانونيًا مملكة يرأسها وصي لأكثر من عام، إلا أن الملك المنتخب فريدريش كارل لم يحكم فنلندا ولم يأت إليها بعد هزيمة ألمانيا في الحرب العالمية الأولى. أدت انتصارات الجمهوريين في الانتخابات اللاحقة إلى تحول البلاد إلى جمهورية.

## تاريخ
خلال الحرب الأهلية الفنلندية عام 1918، خاض الفنلنديون الحمر الذين تربطهم علاقات ودية بروسيا السوفييتية حربًا ضد الفنلنديين البيض الذين تحالفوا مع الإمبراطورية الألمانية. وساعدت المساعدات المباشرة من فرقة بحر البلطيق الألمانية البيض الذين فازوا بالحرب. كانت الحكومة المؤقتة التي تأسست بعد إعلان دوقية فنلندا الكبرى للاستقلال تميل بشدة نحو اليمين الفنلندي وضمت عددًا من الملكيين. وضع البرلمان خططًا لإنشاء ملكية فنلندية على أساس النظرية القانونية التي تفيد بأن الدستور السويدي لعام 1772 كان لا يزال ساريًا، ولكن كانت هناك فترة انتقالية طويلة دون وجود ملك على العرش. انتخب البرلمان الفنلندي الأمير فريدريش كارل لعرش فنلندا في 9 أكتوبر 1918، لكنه لم يتولى المنصب ولم يسافر إلى فنلندا. بعد فترة وجيزة من الانتخابات، أدرك القادة الفنلنديون وكذلك السكان متأخرين الموقف الخطير الذي كان حلفاؤهم الألمان فيه، وتساءلوا عن حكمة انتخاب أمير ألماني زعيمًا جديدًا لهم حيث كانت ألمانيا على وشك خسارة الحرب العالمية الأولى. أصبحت ألمانيا نفسها جمهورية وخلعت القيصر فيلهلم الثاني، ووقعت هدنة مع الحلفاء في نوفمبر. أبلغت القوى الغربية المنتصرة الحكومة الفنلندية أن استقلال فنلندا لن يُعترف به إلا إذا تخلت عن تحالفها مع ألمانيا. ونتيجة لذلك، تخلى فريدريش كارل في ديسمبر 1918 عن العرش وانسحبت فرقة بحر البلطيق من فنلندا. وفي انتخابات مارس 1919، مع تمكن اليسار الفنلندي والاشتراكيين من التصويت، وحقق الجمهوريون فوزًا ساحقًا. وتم تأكيد وضع فنلندا كجمهورية في الدستور الفنلندي لعام 1919.